# Пузырник киликийский
Пузырник киликийский (лат. Colutea cilicica; от историко-географической области Киликия) — вид деревянистых растений рода Пузырник (Colutea) семейства Бобовые (Fabaceae), произрастающий по склонам гор в Крыму, на Кавказе и в Западной Азии.

## Ботаническое описание
Кустарник. Листья 6—9 см длиной, с 3—4 парами листочков; листочки овальные, тупые, с остроконечном, 9—11, реже до 16 мм шириной и 16—20, реже до 27 мм длиной.
Соцветие — 4—7-цветковая кисть, 5—6 см длиной. Цветки 20—23 мм длиной, жёлтые; цветоножки 8—10 мм длиной, волосистые. Чашечка трубчатая, зев её до 5—6 мм, зубцы широкотреугольные, длина чашечки 7—9 мм, покрыта редкими короткими чёрными волосками. Крылья значительно длиннее лодочки, на конце скручены, изогнуты под углом около 100°, на углу изгиба хорошо выраженная шпора; лодочка усечённая, без клюва. Завязь голая. Боб 5—6 см длиной, 20—25 мм шириной, с сильно выступающей из зева чашечки плодоножкой (5—10 мм длиной), голый, брюшной шов почти прямой, спинной — сильно выпуклый и на конце постепенно загибается вверх. Цветение в мае—августе.

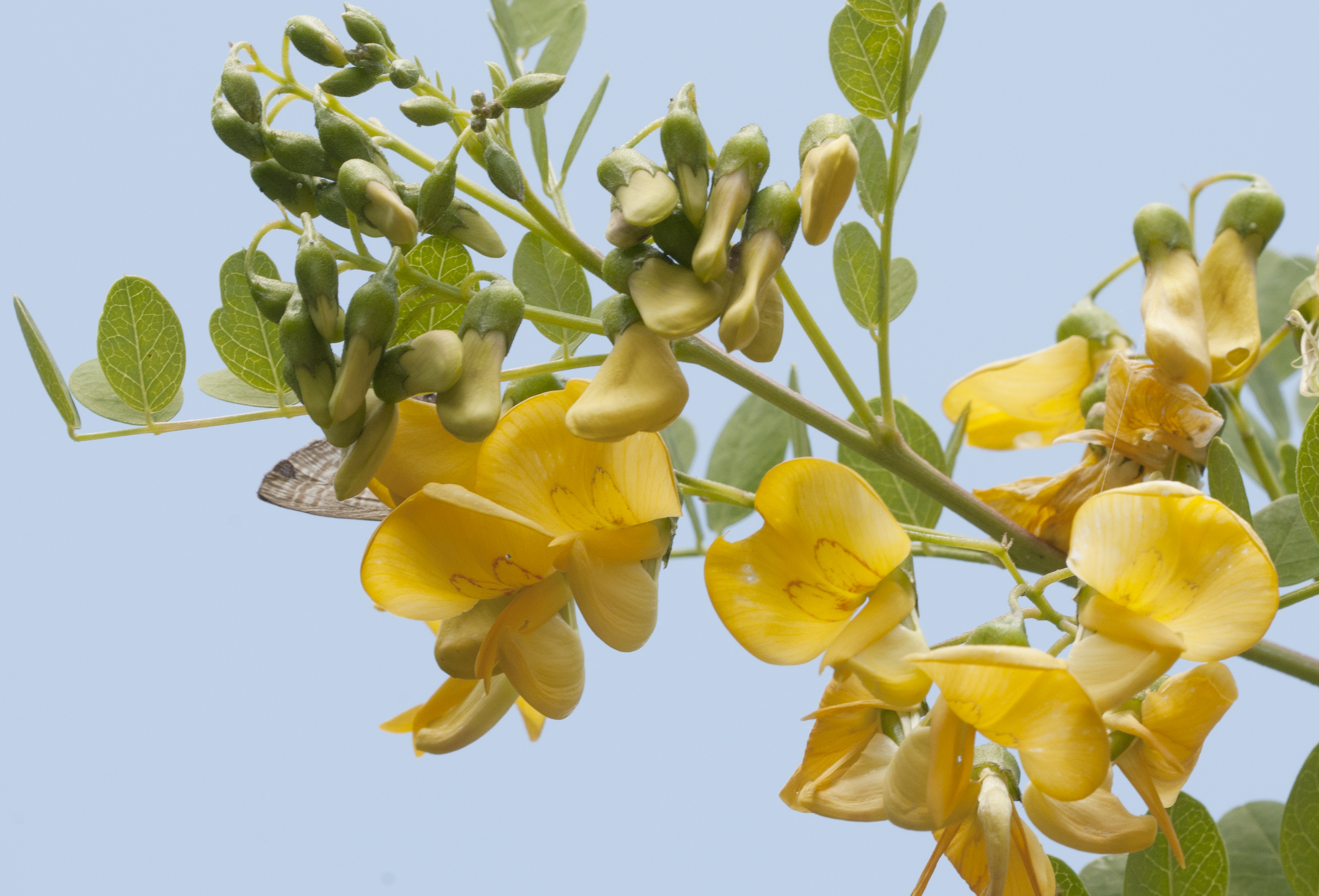
Цветки
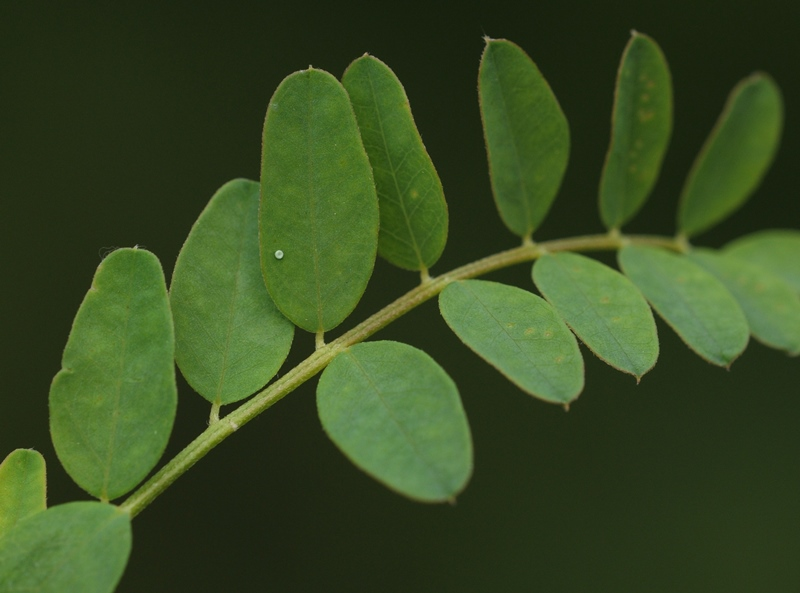
Лист
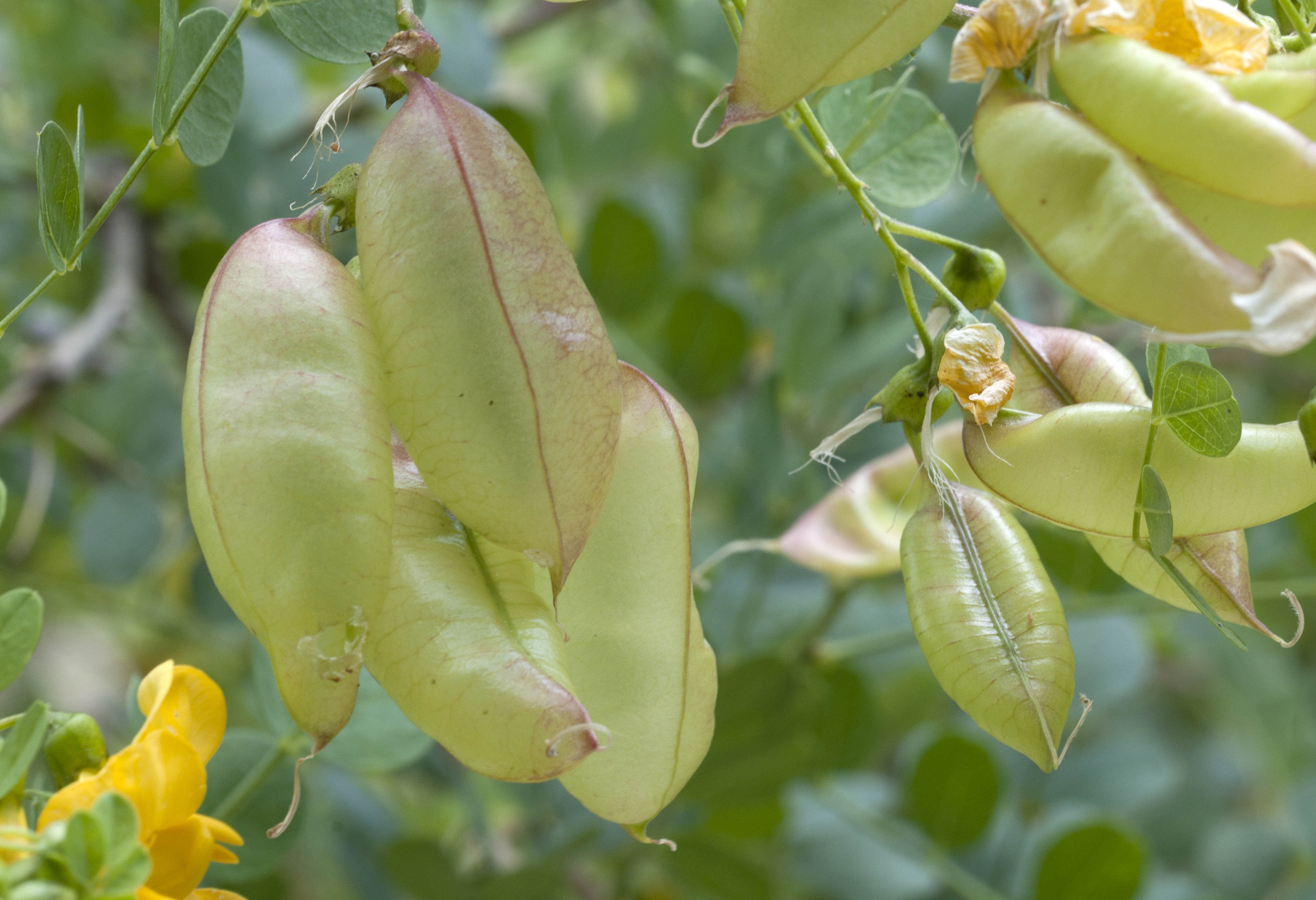
Бобы